# Webergasse 18 (Esslingen)

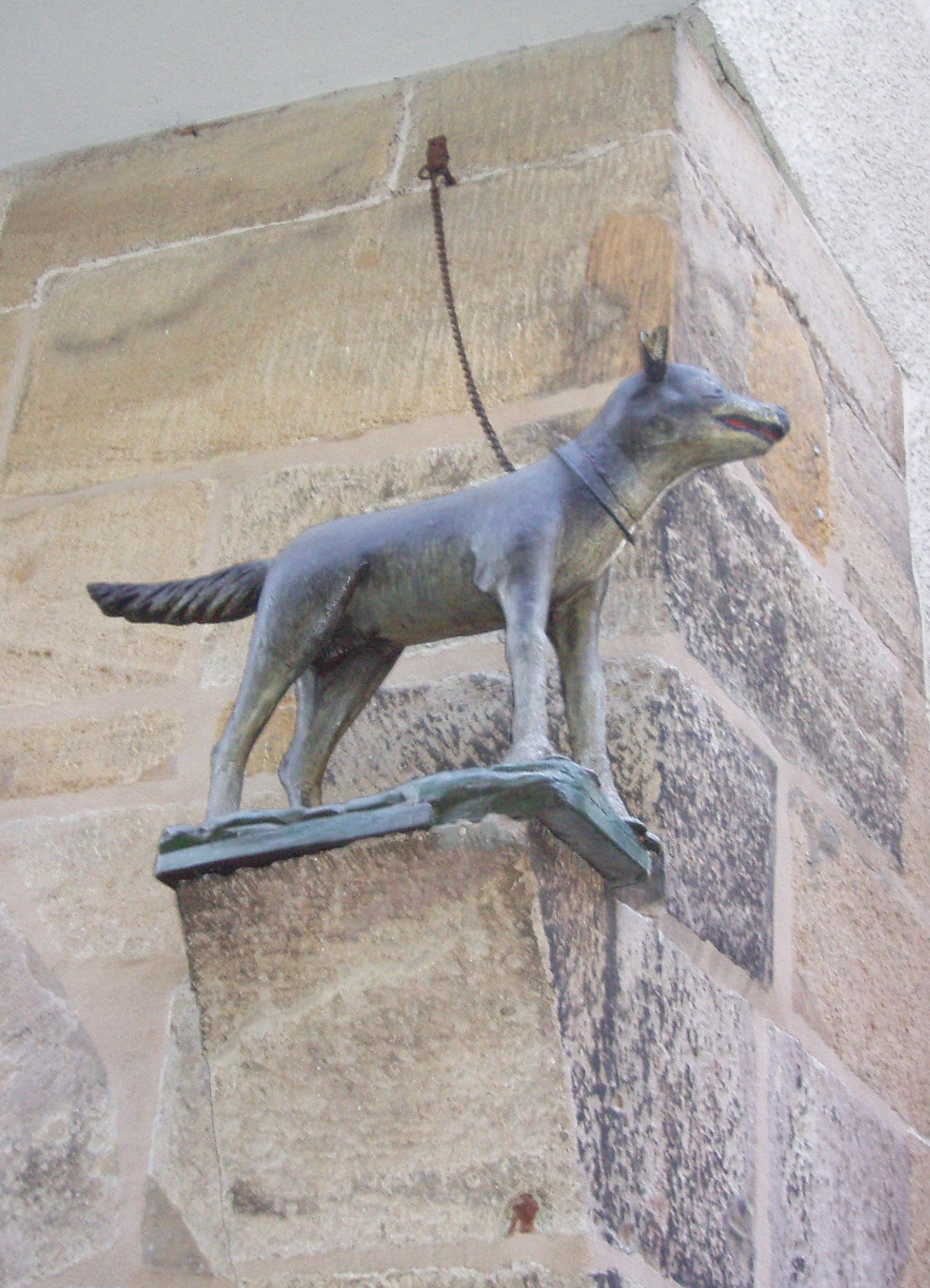
Hund oder Wolf als Hausschmuck

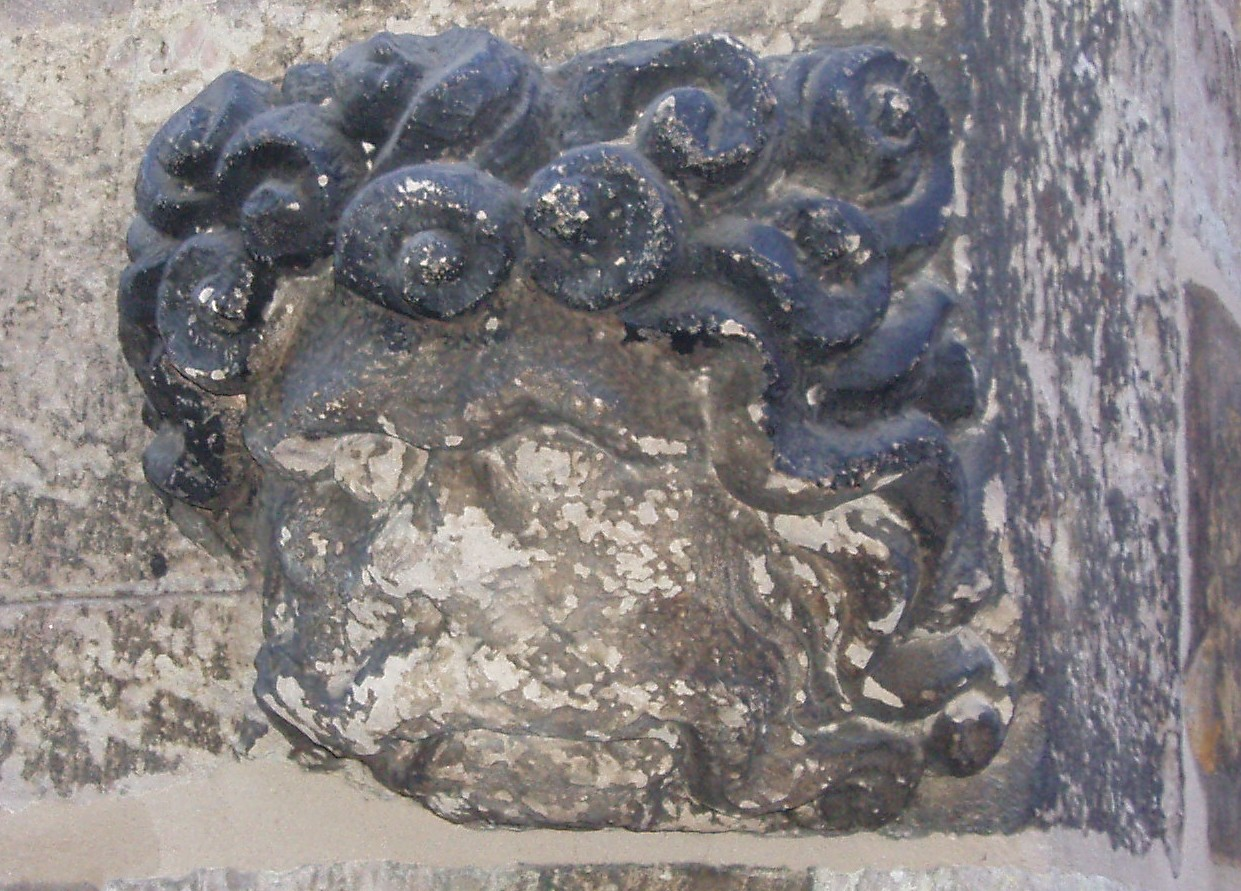
Detail des Tragsteins

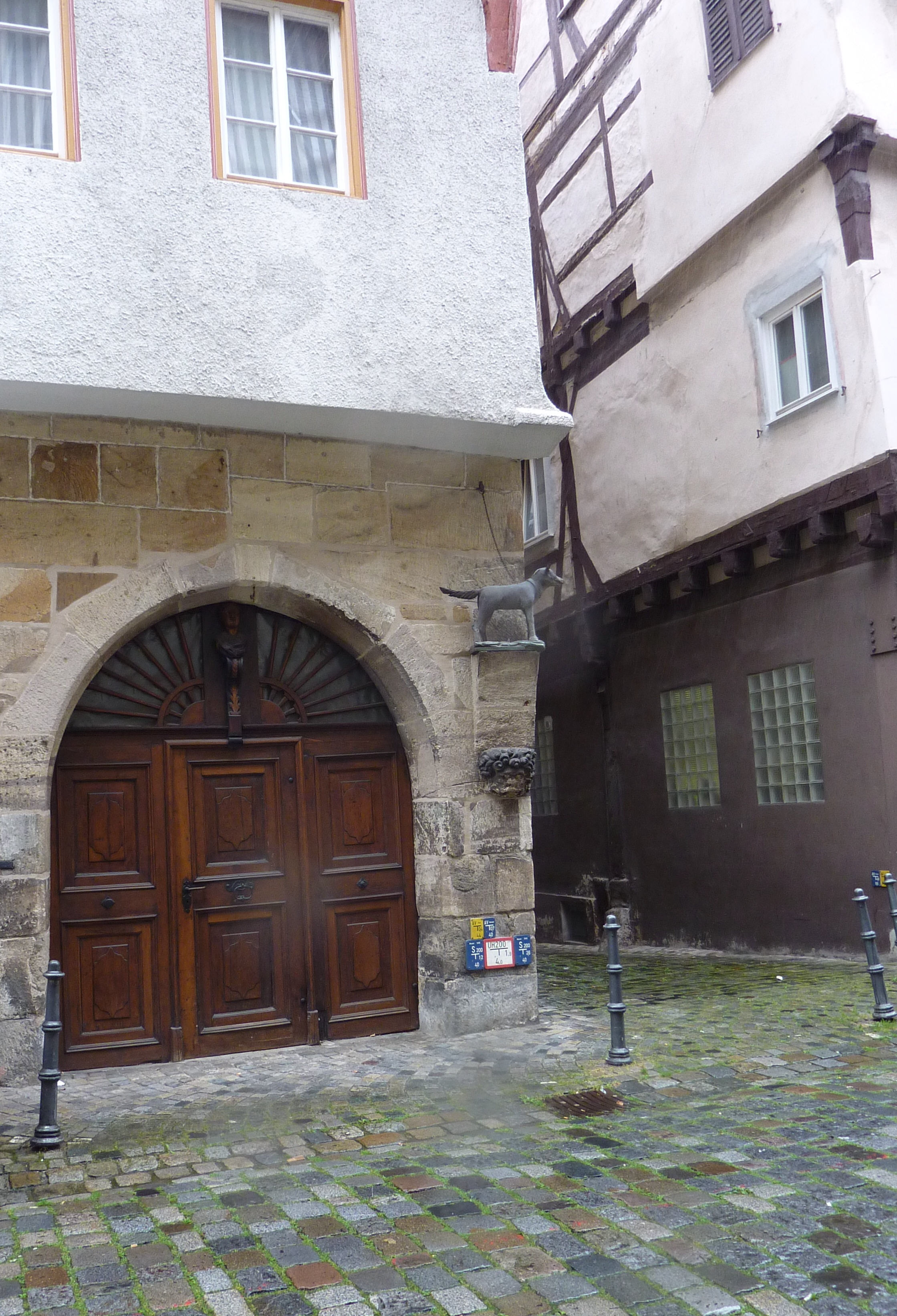
Eingangstür

Das Haus Webergasse 18 in Esslingen am Neckar, auch als „Haus mit dem Wolf“ bekannt, ist ein Bürgerhaus aus dem 15. Jahrhundert.

## Beschreibung
Unter dem Haus befindet sich ein älterer Gewölbekeller, auf den das Erdgeschoss des Hauses an der Ecke Weber-/Wolfgasse in Massivbauweise aufgesetzt wurde. Auf der Straßenseite besitzt dieses Erdgeschoss große, rundbogige Eingangstore. Die beiden oberen Stockwerke sowie das dreigeschossige Dachwerk wurden in Fachwerkbauweise errichtet und sind zum Teil unverputzt; zeittypisch sind die Aussteifungen mit angeblatteten Bändern und Streben sowie beschnitzte Knaggen. Der Fachwerkteil des Hauses kragt nach allen Seiten aus.
An der westlichen Ecke des Gebäudes ist auf einer Konsole ein figürlicher Tragstein zu sehen, auf dem die etwa lebensgroße Skulptur eines angeleinten Wolfes oder Hundes steht. Auf der Südseite des Hauses ist die alte Hofeinfriedung in Form einer Bruchsteinmauer erhalten geblieben.

## Datierung einzelner Bauteile
Die Steilgiebelkonstruktion ist auf 1433/34 zu datieren. An einem Kellerfenster findet sich die Jahreszahl 1523, die jedoch nicht auf das Baujahr, sondern nur auf bauliche Veränderungen am Haus hinzuweisen scheint. Die dreiflügelige Rahmentür mit einer antikisierenden Büste im Oberlicht stammt aus dem 18. Jahrhundert.